# Robert Benton
Robert Benton (29. září 1932, Waxahachie, Texas, USA – 11. května 2025, Manhattan) byl americký filmový režisér, scenárista a producent, trojnásobný držitel ceny Americké filmové akademie Oscar, dvakrát za scénář a jednou za režii.

## Filmografie, výběr

### Režie
- 2007 	Chuť lásky
- 2003 	Lidská skvrna
- 1998 	Soumrak
- 1994 	Nejsem blázen
- 1991 	Billy Bathgate
- 1987 	Nadine
- 1984 	Místa v srdci
- 1982 	Klid noci
- 1979 	Kramerová versus Kramer (Oscar za scénář a režii)

### Scénář
- 2005 	Ledová sklizeň
- 1998 	Soumrak
- 1994 	Nejsem blázen
- 1987 	Nadine
- 1984 	Místa v srdci (Oscar)
- 1978 	Superman
- 1972 	A co dál, doktore?
- 1970 	Byl jednou jeden lotr
- 1967 	Bonnie a Clyde